# Sveto leto
Sveto leto (annus sanctus) ali jubilejno leto  (hebrejsko שנת קודש - šenat hajobel; latinsko annus iubilaeus, italijansko anno di giubileo)  je posebno jubilejno leto v  katoliški Cerkvi, v katerem papež katoliškim vernikom pod določenimi pogoji podeljuje popolni odpustek.
 
Prva znana podobna ustanova, ki se je ohranila vse do danes in se je verjetno po njej zgledoval tudi Bonifacij VIII., je bil Celestinov odpustek iz leta 1296. Bonifacij VIII. je razglasil tak odpustek prvič leta 1300 za vse tiste romarje,  ki so prihajali v Rim.  Po ljudskem izročilu naj bi bilo sveto vsako stoto leto, kar pa so papeži – zaradi kratkosti človeškega življenja – postopoma skrajševali. Od 1475 je postalo sveto ali jubilejno leto vsako 25. leto.

## Judovsko in krščansko izročilo
V judovstvu in krščanstvu označuje jubilej posebno leto odpuščanja grehov in popolni odpustek kazni zanje. V 3. Mojzesovi knjigi “Leviticus” je omenjeno, da se obhaja “jubilej” vsakih petdeset let; takrat je treba osvoboditi ujetnike in sužnje, odpustiti vse dolgove, vrniti revežem prodano premoženje, in sploh se bo takrat Božja milost obilno izkazovala: 
8 Štej si sedem sobotnih let, sedemkrat sedem let, tako da ti bo čas sedem sobotnih let devetinštirideset let. 9 Potem daj bučno zatrobiti na trombo deseti dan sedmega meseca; na trombo dajte zatrobiti po vsej vaši deželi na spravni dan! 10 Posvetite petdeseto leto in razglasite svobodo po deželi vsem njenim prebivalcem: bodi vam jubilej in vsakdo naj se vrne k svoji lastnini in povrne naj se k svoji rodovini! 11 Bodi vam sveto leto petdeseto leto! Ne sejte in tega, kar to leto samo zraste, ne žanjite in v neobrezanem vinogradu ne trgajte! 12 Kajti jubilejno leto je, sveto vam bodi! Kar samo obrodi, smete uživati kar s polja. 13 V tem svetem letu se povrnite vsak k svoji lastnini! (3 Mz 25, 8-13) 
V katoliški Cerkvi pomeni sveto leto jubilejno leto odpuščanja grehov, leto sprave in spreobrnjenja, leto pokore in ter zakramentalne spovedi. Jubilejno leto je predvsem Kristusovo leto. V novi zavezi se Jezus predstavlja kot Mesija (odrešenik), ki dopolnjuje starozavezni jubile in oznanja leto Božje milosti. 
Ime izhaja iz hebrejskega jubileja, oziroma natančneje iz hebrejske besede  jobel (kozel, v povezave z ovnovim rogom, ki so ga uporabljali pri svetih judovskih obredih .

### Zgodovina
Glede jubileja obstaja bolj pobožna legenda kot zgodovina: tako imenovani »Stoletni odpustek«. Iz 12.  ali 13. stoletja ne obstajajo listine glede tega; beremo pa, da so 24. decembra 1299 velike množice romarjev navalile proti Rimu vse do stare Bazilike sv. Petra, da bi prejele popolni odpustek grehov in kazni; sklicevali so se na starodavno izročilo o popolnem odpustku, ki naj bi ga dobili na Novo leto novega stoletja, tj. na prehodu iz enega stoletja v drugo. Niti tedanji papež Bonifacij VIII. niti prelati niso o tej navadi ničesar vedeli; spomini kardinala Gaetana Stefaneschija pa v dokumentu »Knjiga o stotem oziroma jubilejnem letu« (»De centesimo sive Jubileo anno liber«) govorijo o 107 letnem starcu. Na Bonifacijevo vprašanje je razložil, da se je pred stotimi leti, 1. januarja 1200 v dobi komaj sedmih let skupaj z očetom našel pred Inocencem III., da bi prejela »stoletni odpustek«. Ta mož je priromal iz beauvaiške škofije v Franciji. Dodal je še: »Moj oče mi je dejal, da ne smem opustiti v novem stoletju romanja v Rim, če bom takrat še živel.« 
Ne glede na to pričevanje nimamo v Inocencijevih ali starejših listinah nobenega poročila o tej navadi, kakor tudi ne o drugih podobnih odpustkih.  
Drug dogodek, ki se je verjetno tudi navdihoval pri tem verovanju o “stoletnem odpustku” je bil “vsakoletni” Celestinov odpustek, ki ga je uvedel papež Celestin V. z izdajo bule »Inter sanctorum solemnia» dne 29. septembra 1294. To bulo še vedno skrbno hranijo v mestni hiši in jo nosijo v slovesnem sprevodu med praznovanjem vsakoletnega  Celestinskega odpustka, ki poteka 28. in 29. avgusta, v cerkvi Santa Maria di Collemaggio v Akvili.
To je bil popolni odpustek z odpustitvijo vseh grehov in kazni za tiste, ki bodo takrat poromali tja in se odkritosrčno spovedali. Ta odpustek se je ohranil vse do današnjih dni. 
Isti Celestin (po posvojitvi Abružan, po izvoru pa Molišan) je uvedel popolni odpustek tudi za mesto Atri v Abrucih. Žal se je bula izgubila ali pa je uničena po nalogu Bonifacija VIII., ki je ukinil vse Celestinove privilegije in dal uničiti njegove listine; vendar pa je običaj ostal. Prvi vhod na desni strani v atriški stolnici so »sveta vrata«, ki so odprta vsako leto od 14. avgusta skozi osmino. Tudi ta odpustek – za rimskim na svetu najdaljši – nosi značilnosti Celestinovega odpustka v Akvili.  .
Dante poroča v svoji Božanski komediji, da je bil naval romarjev na Sveto leto 1300 v Rim tako velik, da je bilo treba urediti smer hoje pešcev čez most pred Angelskim gradom: 
| Divina commedia: Inferno (del) (18. spev, 28.–33. vrstica) Come i Roman per l'essercito molto, l'anno del giubileo, su per lo ponte hanno a passar la gente modo colto, che da l'un lato tutti hanno la fronte verso 'l castello e vanno a Santo Pietro, da l'altra sponda vanno verso 'l monte. | Božanska komedija: Pekel (del) Kako so Rimljani našli načina, Da bi lahko ljudstvo šlo čez most Pri Angelskem gradu na Sveto leto. Zaradi velikega navala romarjev: Tako da se po eni strani pomikajo proti Svetemu Petru, Po drugi strani pa gredo proti Jordanski gori. |

Leta 1350 je Klemen VI., da bi uskladil sveto leto s svetopisemskim jubilejnim letom, zmanjšal razliko na 50 let; pozneje je rok skrajšal na 33 let Urban VI. zaradi podobnosti s 33 leti Jezusovega življenja; nazadnje sta ga skrajšala na 25 let Nikolaj V. ter Pavel II.. O tem govorijo ob pričakovanju svetega leta 1850 – ki pa je zaradi prekucijskega vrenja v Cerkveni državi izostalo – tudi  Bleiweisove Novice že leta 1846 na strani 60: 
„V letu, ki se je pisalo 1299, je silo veliko romarjev iz daljnih krajev v Rim prišlo. Vprašali so jih: zakaj ravno to leto tako močno na božjo pot pridejo? Naši stariši so nam povedali, de se vsako stotno leto v Rimi popolnama odpustki prejmejo — so djali. Na to so papež Bonifaci VIII. ki so takrat sveti Oče bili, pervokrat sveto leto napovedali, ki se je v letu 1300 obhajalo, in ukazali vsakih sto let sveto leto obhajati. Ker je pa človeško življenje kratko, in bi jih le malo svetiga leta včakalo, so na prošnjo vernih papež Klemen VI. ukazali vsakih petdeset let sveto leto obhajati, kakor je v starim testamentu postava bila. Pa tudi petdeset let jih veliko ne doživi; zato sta papež Pavel II. v letu 1470 in papež Sikst IV. leta 1473. sklenila, vsakih pet in dvajset let navadno sveto leto obhajati. Tako sveto leto smo imeli, ko se je pisalo 1825/26 pod papežam Leonam XII."

Poleg navadniga svetiga leta napovejo papeži v posebnih časih tudi posebne svete čase, kedar se kaj posebniga sveti materi katoljški cerkvi prigodi, de noviga papeža dobimo, ali za kako posebno potrebo prosimo. Tak posebni sveti čas so oznanili naš sedanji sveti Oče papež Pij IX. ko so svetiga Petra stol nastopili.«

## Svetoletna romanja Slovencev v Rim
Za slovenske romarje v Rim je še posebej privlačna bazilika Marije Snežne, tudi zaradi zgodovinskih dejstev, pomembnih za Slovence. V njej je namreč na božič leta 867 papež Hadrijan II. med slovesnostjo sprejel sv. Cirila in Metoda ter potrdil bogoslužne knjige v slovanskem jeziku, s čimer je omogočil širjenje krščanstva v jeziku, razumljivem tudi Slovencem. V svetem letu 2025 je vsak evropski narod prejel svojo cerkev v Rimu, kjer lahko ob romanju obhaja bogoslužje ali molitve. Ker Slovenci svoje nacionalne cerkve v Rimu nimamo, nam je bila, tudi zaradi prej opisanega zgodovinskega dogodka, dodeljena bazilika Marije Snežne.

## Seznam svetih let in njihovih papežev
1. 1300 : Bonifacij VIII.
2. 1350 : Klemen VI. papež kljub prošnjam ni prišel iz Avignona v Rim niti ni napisal ustrezne bule
3. 1390 : razglasil Urban VI., vodil Bonifacij IX.[15]
4. 1400 : zopet Bonifacij IX.
5. 1423 : Martin V.
6. 1450 : Nikolaj V.
7. 1475 : razglasil Pavel II., vodil Sikst IV.
8. 1500 : Aleksander VI.
9. 1525 : Klemen VII.
10. 1550 : razglasil Pavel III., vodil Julij III.
11. 1575 : Gregor XIII.
12. 1600 : Klemen VIII.
13. 1625 : Urban VIII.[16]
14. 1650 : Inocenc X.
15. 1675 : Klemen X.
16. 1700 : odprl Inocenc XII., končal Klemen XI.[17]
17. 1725 : Benedikt XIII.
18. 1750 : Benedikt XIV.[18]
19. 1775 : razglasil Klemen XIV., vodil Pij VI.
20. 1800 : sedisvakanca [19]
21. 1825 : Leon XII.
22. 1875 : Pio IX.[20]
23. 1900 : Leon XIII.[21][22]
24. 1925 : Pij XI.
25. 1933 : zopet Pij XI.[23]
26. 1950 : Pij XII.[24]
27. 1966 : Pavel VI.  v zahvalo za srečen za zaključek Drugega vatikanskega vesoljnega cerkvenega zbora
28. 1975 : zopet  Pavel VI.
29. 1983 : Janez Pavel II.[25]
30. 2000 : zopet Janez Pavel II.
31. 2015 : napovedal Frančišek kot “Leto Božjega usmiljenja”. [26]
32. 2025 : zopet Frančišek